# Jane Taylour
Categoría:Mujeres
Jane Taylour (circa 1827 - 1905) fou una sufragista escocesa, defensora del moviment d'emancipació femení, i una de les primeres dones a fer conferències. Viatjà per Escòcia i el nord d'Anglaterra com a conferenciant sobre el sufragi, i fou una figura clau en el missatge del sufragi femení en tota Escòcia.

## Biografia
Jane Taylour nasqué al 1827, o 1828, a Stranraer, Escòcia. Sos pares foren Maria Angus i Nathaniel Taylour. Vivia a Balfour. El 1861 es va mudar a Saffron Walden, a Essex, on el 1901 constava que vivia amb Rachel P. Robson. Jane Taylour va morir a Saffron Walden el 25 de febrer del 1905. L'enterraren al cementeri de la Societat Religiosa d'Amics.

## Campanya pel sufragi
Jane Taylour feu conferències i gires pel sufragi femení a Londres, al nord-est d'Anglaterra i a Escòcia. Envià una petició pel projecte de llei de Jacob Bright per a eliminar les discapacitats electorals de les dones. L'activista feminista Clementia Taylor la descrigué com «la doneta enèrgica de Stranraer». El 1869 Clementia Taylor demanà a Jane Taylour que fes una gira de conferències i des del 1870 en feu per tota Escòcia i pel nord-est d'Anglaterra, a favor de la igualtat i el sufragi de les dones. En algunes gires a Escòcia l'acompanyaren Mary Hill Burton i Agnes McLaren. McLaren i Jane Taylour van viatjar al nord d'Escòcia perquè «tot el que es podia fer a Edimburg ja s'havia fet», doncs la Societat Nacional del Sufragi Femení d'Edimburg i els membres del comtat havien votat i presentat peticions, i el Consell Municipal també havia presentat peticions pel sufragi femení.
Els aplecs eren molt nombrosos i les conferències de Taylour van rebre una àmplia cobertura dels mitjans de comunicació: The Orkney Herald va donar a les seues conferències a Orkney una cobertura completa i reproduí els seus discursos íntegrament,[4] i el seu discurs a Lerwick del 12 de setembre del 1873 es reportà íntegrament en The Shetland Times. El Women's Suffrage Journal comentava sobre una de les seues conferències que «la srta. Taylour té tots els requisits d'un conferenciant públic. La seua composició és casta i estilitzada, la veu distintiva i agradable, i la seua manera atractiva i elegant».
Jane Taylour feu algunes conferències a Gainsborough (Lincolnshire). El 12 de març del 1885 fou una de les oradores en el Temperance Hall, amb Florence Balgarnie, Jessie Tod i Ann Radford McCormick. Va tornar dos anys després, el gener del 1887, per fer una conferència sobre com permetre a les dones una major igualtat política i social; i tornà a Gainsborough de nou el 31 de maig del 1885 en l'Associació Metodista de Millora Mútua.
El 1873 havia donat més de 150 conferències a Escòcia. Es formaren comités de sufragi a Tain, Dingwall, Forres, Elgin, Banff, Invergordon, Nairn i Dunkeld com a resultat de les campanyes de Jaen Taylour i McLaren en aquestes ciutats.
Jane Taylour fou la primera secretària honorària de Galloway de la Societat Nacional per al Sufragi de les Dones, del 1870 al 1872. Fou secretària conjunta de la Societat Nacional per al Sufragi de les Dones d'Edimburg, una de les tres primeres societats de sufragi, amb Agnes McLaren del 1873 al 1876, i membre executiva del comité central de la Societat nacional. El 1901 era vicepresidenta de la Unió Nacional de Societats de Sufragi Femení. A Saffron Walden, el 1895, fou secretària de l'Associació de Temprança de Dones Britàniques, i va influir en la designació de dones per al Consell de Guardianes locals.